# 연속 TV 소설 〈아마짱〉 오리지널 사운드트랙
〈연속 TV 소설 〈아마짱〉 오리지널 사운드트랙〉(連続テレビ小説「あまちゃん」オリジナル・サウンドトラック 렌조쿠테레비쇼세츠 아마짱 오리지나루 사운도토락쿠[*])은 일본에서 2013년 6월 19일에 발매된, 오오토모 요시히데에 의한 텔레비전 드라마 《아마짱》(NHK 제작·연속 TV 소설)의 사운드트랙 음반이다.

## 제작
수록곡 대부분은 음악 담당인 오오토모 요시히데에 의한 것이다. 보통, TV 드라마는 방송 개시 전에 완성하고 있지만, 본작에서는 2013년 4월부터 드라마 방송 전에 130곡을 제작했으며, 방송 개시 후에도 200곡을 넘는 음악의 제작이 계속되고 있다. 오프닝 테마 작곡이 시작된 것은 2012년 8월 말 경부터로, 드라마의 무대가 되는 이와테현 쿠지 시 등에 대한 취재를 거쳐 데모를 제작해, 완성형을 이듬해 1월에 녹음하고 있었다. 또, 연주는 오오토모 외, 현악기 연주자 22명을 포함한 50명을 넘는 아마짱 스페셜 빅 밴드에 의해 행해지고 있다.

## 수록곡
전 작곡: 오오토모 요시히데(14〈공작〉, 20, 25〈공작〉, 32 제외), 전 편곡: 오오토모 요시히데, 스트링 어레인지먼트: 에토 나오코.
| #            | 제목                                                                                      | 작곡                         | 재생 시간 |
| ------------ | ----------------------------------------------------------------------------------------- | ---------------------------- | --------- |
| 1.           | 〈あまちゃん オープニングテーマ (ロングバージョン) 아마짱 오프닝 테마 (롱 버전)〉         |                              | 1:37      |
| 2.           | 〈行動のマーチ 행동 행진곡〉                                                              |                              |           |
| 3.           | 〈でこぼこ道 울퉁불퉁한 길〉                                                              |                              |           |
| 4.           | 〈アイドル狂想曲 아이돌 광상곡〉                                                          |                              |           |
| 5.           | 〈家族 가족〉                                                                             |                              |           |
| 6.           | 〈あまちゃんのワルツ 아마짱 왈츠〉                                                        |                              |           |
| 7.           | 〈朝のテーマ 아침 테마〉                                                                  |                              |           |
| 8.           | 〈琥珀色のブルース 호박색 블루스〉                                                        |                              |           |
| 9.           | 〈土地 토지〉                                                                             |                              |           |
| 10.          | 〈海 (デモバージョン) 바다 (데모 버전)〉                                                  |                              |           |
| 11.          | 〈あまちゃんクレッツマー 아마짱 클레즈머〉                                                |                              |           |
| 12.          | 〈あまちゃん オープニングテーマ (レギュラーバージョン) 아마짱 오프닝 테마 (레귤러 버전)〉 |                              |           |
| 13.          | 〈あまちゃんスイング 아마짱 스윙〉                                                        |                              |           |
| 14.          | 〈奈落 나락〉                                                                             | 오오토모 요시히데, Sachiko M |           |
| 15.          | 〈銀幕のスター 은막의 스타〉                                                              |                              |           |
| 16.          | 〈アキのテーマ 아키의 테마〉                                                              |                              |           |
| 17.          | 〈和解 화해〉                                                                             |                              |           |
| 18.          | 〈LAND〉                                                                                  |                              |           |
| 19.          | 〈じぇじぇじぇ 제제제〉                                                                   |                              |           |
| 20.          | 〈いつでも夢を 언제나 꿈을〉                                                              | 요시다 타다시                |           |
| 21.          | 〈TIME〉                                                                                  |                              |           |
| 22.          | 〈地味で変で微妙 수수하고 이상하고 미묘〉                                                 |                              |           |
| 23.          | 〈テーマ変奏曲 테마 변주곡〉                                                              |                              |           |
| 24.          | 〈残念なブルース 유감인 블루스〉                                                          |                              |           |
| 25.          | 〈潮騒 파도소리〉                                                                         | 오오토모 요시히데, Sachiko M |           |
| 26.          | 〈日常 일상〉                                                                             |                              |           |
| 27.          | 〈行動のマーチ (デモバージョン) 행동의 행진곡 (데모 버전)〉                               |                              |           |
| 28.          | 〈街と青春 거리와 청춘〉                                                                  |                              |           |
| 29.          | 〈みつけて 찾아서〉                                                                       |                              |           |
| 30.          | 〈芸能界 연예계〉                                                                         |                              |           |
| 31.          | 〈友情 우정〉                                                                             |                              |           |
| 32.          | 〈星めぐりの歌 별을 둘러싼 노래〉                                                         | 미야자와 켄지                |           |
| 33.          | 〈希求 희구〉                                                                             |                              |           |
| 34.          | 〈海 바다〉                                                                               |                              |           |
| 35.          | 〈灯台 등대〉                                                                             |                              |           |
| 총 재생 시간 | 총 재생 시간                                                                              | 총 재생 시간                 | 71:54     |

## 같이 보기
- 아마짱
- 파도소리의 메모리
- 달력상으로는 디셈버